# Tycomarptes ficita
Tycomarptes ficita är en fjärilsart som beskrevs av Walker 1865. Tycomarptes ficita ingår i släktet Tycomarptes och familjen nattflyn. Inga underarter finns listade i Catalogue of Life.